# III. B zona nogometnog prvenstva Hrvatske 1960./61.
III. B zona prvenstva Hrvatske, također i pod nazivima  III. zona – Varaždinska grupa, III. zona – B grupa   je bila jedna od zona Prvenstva Hrvatske, te liga trećeg stupnja nogometnog prvenstva Jugoslavije u sezoni 1960./61. 
 
Sudjelovalo je 12 klubova, a prvak je bila "Mladost" iz Zaboka.

## Ljestvica
| mj. | klub                 | ut. | pob. | ner. | por. | gol+ | gol– | bod |
| --- | -------------------- | --- | ---- | ---- | ---- | ---- | ---- | --- |
| 1.  | Mladost Zabok        | 22  | 15   | 3    | 4    | 67   | 41   | 33  |
| 2.  | Oroteks Oroslavje    | 22  | 12   | 5    | 5    | 57   | 34   | 29  |
| 3.  | Slaven Koprivnica    | 22  | 10   | 7    | 5    | 48   | 33   | 27  |
| 4.  | Sloga Čakovec        | 22  | 10   | 7    | 5    | 48   | 36   | 26  |
| 5.  | Udarnik Kućan Gornji | 22  | 10   | 3    | 9    | 32   | 35   | 23  |
| 6.  | Trnje Trnovec        | 22  | 9    | 5    | 8    | 47   | 48   | 23  |
| 7.  | Graničar Đurđevac    | 22  | 8    | 7    | 7    | 49   | 45   | 23  |
| 8.  | Sloboda Varaždin     | 22  | 8    | 5    | 9    | 47   | 44   | 21  |
| 9.  | MTČ Čakovec          | 22  | 6    | 6    | 10   | 46   | 46   | 18  |
| 10. | Zagorec Krapina      | 22  | 8    | 2    | 12   | 39   | 42   | 18  |
| 11. | Podravina Ludbreg    | 22  | 4    | 9    | 9    | 31   | 38   | 17  |
| 12. | Mladost Prelog       | 22  | 1    | 3    | 18   | 17   | 75   | 5   |

## Rezultatska križaljka
| kratica | klub                 | GRA | MLAP | MLAZ | MTČ | ORO | POD | SLA | SLOB | SLOG | TRN | UDA | ZAG |
| --- | -------------------- | --- | ---- | ---- | --- | --- | --- | --- | ---- | ---- | --- | --- | --- |
| GRA | Graničar Đurđevac    |     |      |      |     |     |     |     |      |      |     |     |     |
| MLAP | Mladost Prelog       |     |      |      |     |     |     |     |      |      |     |     |     |
| MLAZ | Mladost Zabok        |     |      |      |     |     |     |     |      |      |     |     |     |
| MTČ | MTČ Čakovec          |     |      |      |     |     |     |     |      |      |     |     |     |
| ORO | Oroteks Oroslavje    |     |      |      |     |     |     |     |      |      |     |     |     |
| POD | Podravina Ludbreg    |     |      |      |     |     |     |     |      |      |     |     |     |
| SLA | Slaven Koprivnica    |     |      |      |     |     |     |     |      |      |     |     |     |
| SLOB | Sloboda Varaždin     |     |      |      |     |     |     |     |      |      |     |     |     |
| SLOG | Sloga Čakovec        |     |      |      |     |     |     |     |      |      |     |     |     |
| TRNJ | Trnje Trnovec        |     |      |      |     |     |     |     |      |      |     |     |     |
| UDA | Udarnik Kućan Gornji |     |      |      |     |     |     |     |      |      |     |     |     |
| ZAG | Zagorec Krapina      |     |      |      |     |     |     |     |      |      |     |     |     |
| |                      |     |      |      |     |     |     |     |      |      |     |     |     |
| podebljan rezultat – utakmice od 1. do 13. kola (1. utakmica između klubova) rezultat normalne debljine – utakmice od 14. do 26. kola (2. utakmica između klubova) rezultat nakošen – nije vidljiv redoslijed odigravanja međusobnih utakmica iz dostupnih izvora rezultat smanjen * – iz dostupnih izvora nije uočljiv domaćin susreta prekrižen rezultat – poništena ili brisana utakmica p – utakmica prekinuta 3:0 p.f. / 0:3 p.f. – rezultat 3:0 bez borbe |                      |     |      |      |     |     |     |     |      |      |     |     |     |

 Izvori:

## Za prvaka III. zone
| Mladost Zabok |  | – | Hajduk Pakrac |  | 9:1, 4:1 |  |

 Izvori: 